# Iridoid glikozidok
Az iridoid glikozidok olyan vegyületek, amelyek gyakran megtalálhatók a növényekben, és számos élettani hatással rendelkeznek. Ezek a vegyületek gyakran felelősek a növényekben tapasztalható keserű ízért, és számos növénygyógyászati és gyógyszerészeti alkalmazásuk ismert.

## Tulajdonságok
1. Gyulladáscsökkentő hatás: Az iridoid glikozidok gyulladáscsökkentő hatással rendelkeznek, és gyakran használják a gyulladásos betegségek, például az arthritis kezelésére.
2. Antioxidáns tulajdonságok: Számos iridoid glikozid antioxidáns tulajdonságokkal rendelkezik, amelyek segítenek megvédeni a sejteket a szabad gyökök káros hatásaitól.
3. Immunrendszer támogatása: A vizsgálatok azt mutatják, hogy bizonyos iridoid glikozidok stimulálhatják az immunrendszert és segíthetik a szervezet védekezőképességét.
4. Emésztőrendszer támogatása: Néhány iridoid glikozid gyomor- és bélrendszeri problémák kezelésében is hatékony lehet, például a gyomorégés és a gyomorfekély esetén.
5. Gyógynövényként használják: Az iridoid glikozidok gyakran megtalálhatók gyógynövényekben, mint például a sárga sáfrány, a macskagyökér és az orvosi macskagyökér. Ezeket a növényeket hagyományosan különféle egészségügyi problémák kezelésére használják.